# Campeonato Universal del CMLL (2010)
El Campeonato Universal 2010 fue la segunda edición del Campeonato Universal del CMLL, un torneo de lucha libre profesional producido por el Consejo Mundial de Lucha Libre. Tuvo lugar del 30 de julio al 13 de agosto de 2010 desde la Arena México en la Ciudad de México.

## Desarrollo

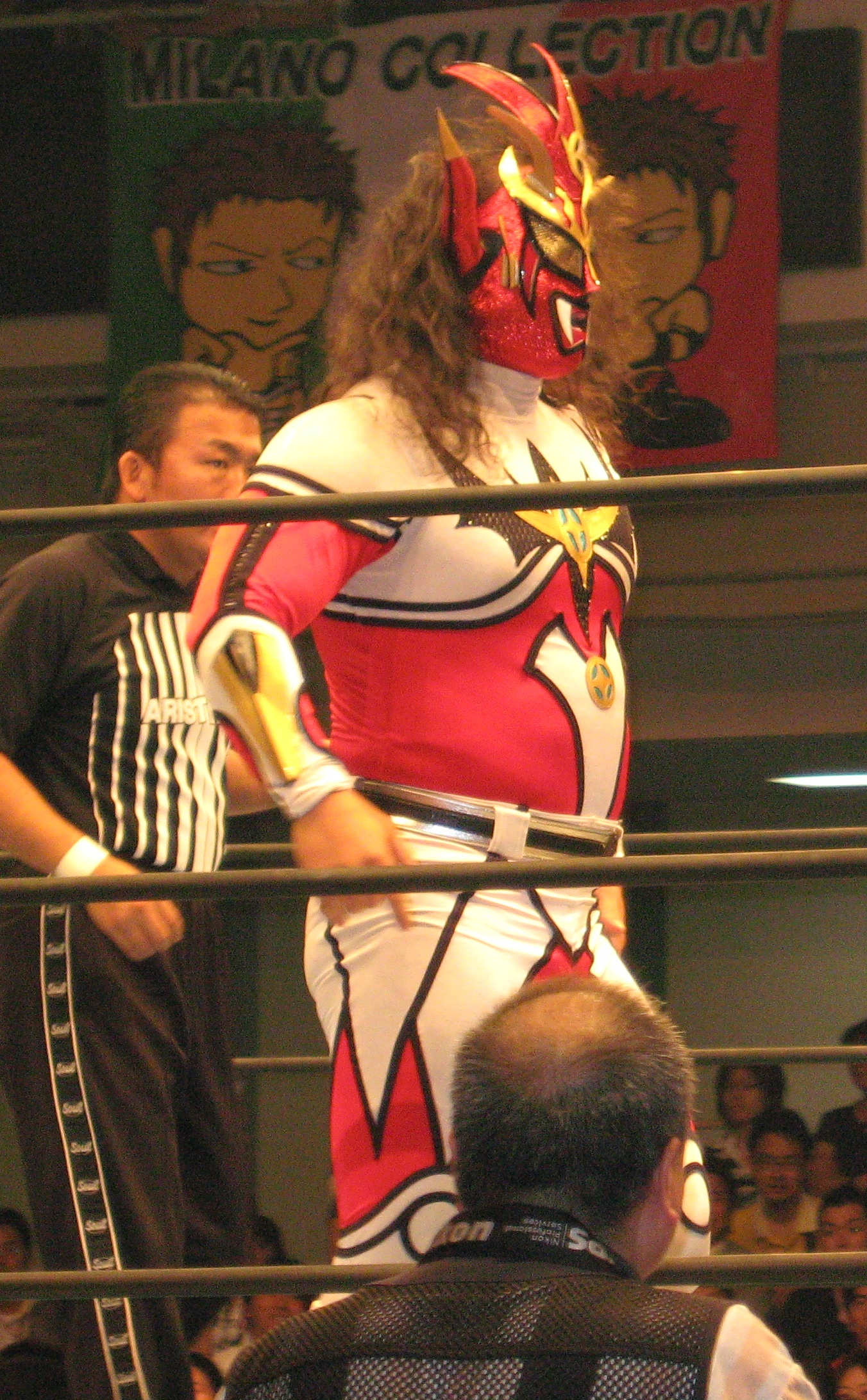
Jushin Thunder Liger es el segundo ganador del Campeonato Universal del CMLL 2010.

El torneo para elegir ganador se decidió por medio de una competición con formato de eliminación directa, donde La Sombra resultó ser el ganador de la primera eliminatoria, la cual se realizó el 30 de julio. En la segunda eliminatoria realizada el 6 de agosto, Jushin Liger se alsó con la victoria tras vencer a La Máscara. La final del torneo se llevó a cabo desde "La Catedral de la Lucha Libre", la majestuosa Arena México el 13 de agosto de 2010, donde Jushin "Thunder" Liger derrotó a La Sombra luego de 17 minutos de combate en un Two Out of Three Falls Match, convirtiéndose así en el segundo campeón de este torneo.

## Participantes
| Luchador:       | Campeonato: |
| --------------- | --- |
| Averno          | Campeonato Mundial de Peso Medio de la NWA                                                                        |
| Ephesto         | Campeonato Mundial de Peso Semicompleto del CMLL                                                                  |
| El Texano, Jr.  | Campeonato Mundial de Peso Semicompleto de la NWA                                                                 |
| El Valiente     | Campeonato Nacional de Peso Wélter                                                                                |
| Héctor Garza    | Campeonato Mundial en Parejas del CMLL                                                                            |
| Jushin Liger    | Campeonato Mundial de Peso Medio del CMLL                                                                         |
| La Máscara      | Campeonato Mundial de Tríos del CMLL                                                                              |
| La Sombra       | Campeonato Mundial de Tríos del CMLL                                                                              |
| Máscara Dorada  | Campeonato Nacional de Tríos Campeonato Mundial de Peso Superligero del CMLL Campeonato Mundial de Tríos del CMLL |
| Mephisto        | Campeonato Mundial de Peso Wélter de la NWA                                                                       |
| Metro           | Campeonato Nacional de Tríos                                                                                      |
| Mr. Águila      | Campeonato Mundial en Parejas del CMLL                                                                            |
| Negro Casas     | Campeonato Mundial de Peso Wélter del CMLL                                                                        |
| Stuka, Jr.      | Campeonato Nacional de Tríos                                                                                      |
| Último Guerrero | Campeonato Mundial de Peso Completo del CMLL                                                                      |
| Volador, Jr.    | Campeonato Nacional de Peso Semicompleto                                                                          |

## Torneo
|  | Primera ronda   | Primera ronda   | Primera ronda   |                 |   | Cuartos de final | Cuartos de final | Cuartos de final |   |  | Semifinales | Semifinales | Semifinales |  |  | Final | Final | Final |  |
|  |                 |                 |                 |                 |   |                  |                  |                  |   |  |             |             |             |  |  |       |       |       |  |
|  |                 |                 |                 |                 |   |                  |                  |                  |   |  |             |             |             |  |  |       |       |       |  |
|  | Máscara Dorada  | Máscara Dorada  | W               |                 |   |                  |                  |                  |   |  |             |             |             |  |  |       |       |       |  |
|  | Máscara Dorada  | Máscara Dorada  | W               |                 |   |                  |                  |                  |   |  |             |             |             |  |  |       |       |       |  |
|  | Stuka, Jr.      |                 |                 |                 |   |                  |                  |                  |   |  |             |             |             |  |  |       |       |       |  |
|  |                 | Máscara Dorada  |                 |                 |   |                  |                  |                  |   |  |             |             |             |  |  |       |       |       |  |
|  |                 |                 |                 |                 |   |                  |                  |                  |   |  |             |             |             |  |  |       |       |       |  |
|  |                 |                 | Último Guerrero | Último Guerrero | W |                  |                  |                  |   |  |             |             |             |  |  |       |       |       |  |
|  | Averno          |                 | Último Guerrero | Último Guerrero | W |                  |                  |                  |   |  |             |             |             |  |  |       |       |       |  |
|  |                 |                 |                 |                 |   |                  |                  |                  |   |  |             |             |             |  |  |       |       |       |  |
|  | Último Guerrero | Último Guerrero | W               |                 |   |                  |                  |                  |   |  |             |             |             |  |  |       |       |       |  |
|  | Último Guerrero | Último Guerrero | W               |                 |   |                  | Último Guerrero  |                  |   |  |             |             |             |  |  |       |       |       |  |
|  |                 |                 |                 |                 |   |                  |                  |                  |   |  |             |             |             |  |  |       |       |       |  |
|  |                 |                 | La Sombra       | La Sombra       | W |                  |                  |                  |   |  |             |             |             |  |  |       |       |       |  |
|  | La Sombra       | La Sombra       | La Sombra       | La Sombra       | W | W                |                  |                  |   |  |             |             |             |  |  |       |       |       |  |
|  | La Sombra       | La Sombra       |                 |                 |   |                  |                  |                  |   |  |             |             |             |  |  |       |       |       |  |
|  | Mephisto        |                 |                 |                 |   |                  |                  |                  |   |  |             |             |             |  |  |       |       |       |  |
|  |                 | La Sombra       | La Sombra       | W               |   |                  |                  |                  |   |  |             |             |             |  |  |       |       |       |  |
|  |                 |                 |                 | W               |   |                  |                  |                  |   |  |             |             |             |  |  |       |       |       |  |
|  |                 |                 | El Texano, Jr.  |                 |   |                  |                  |                  |   |  |             |             |             |  |  |       |       |       |  |
|  | Ephesto         |                 |                 |                 |   |                  |                  |                  |   |  |             |             |             |  |  |       |       |       |  |
|  |                 |                 |                 |                 |   |                  |                  |                  |   |  |             |             |             |  |  |       |       |       |  |
|  | El Texano, Jr.  | El Texano, Jr.  | W               |                 |   |                  |                  |                  |   |  |             |             |             |  |  |       |       |       |  |
|  | El Texano, Jr.  | El Texano, Jr.  | W               |                 |   |                  |                  |                  |   |  |             | La Sombra   |             |  |  |       |       |       |  |
|  |                 |                 |                 |                 |   |                  |                  |                  |   |  |             |             |             |  |  |       |       |       |  |
|  |                 |                 | Jushin Liger    | Jushin Liger    | W |                  |                  |                  |   |  |             |             |             |  |  |       |       |       |  |
|  | Héctor Garza    | Héctor Garza    | Jushin Liger    | Jushin Liger    | W | W                |                  |                  |   |  |             |             |             |  |  |       |       |       |  |
|  | Héctor Garza    | Héctor Garza    |                 |                 |   |                  |                  |                  |   |  |             |             |             |  |  |       |       |       |  |
|  | Metro           |                 |                 |                 |   |                  |                  |                  |   |  |             |             |             |  |  |       |       |       |  |
|  |                 | Héctor Garza    |                 |                 |   |                  |                  |                  |   |  |             |             |             |  |  |       |       |       |  |
|  |                 |                 |                 |                 |   |                  |                  |                  |   |  |             |             |             |  |  |       |       |       |  |
|  |                 |                 | Jushin Liger    | Jushin Liger    | W |                  |                  |                  |   |  |             |             |             |  |  |       |       |       |  |
|  | Jushin Liger    | Jushin Liger    | Jushin Liger    | Jushin Liger    | W | W                |                  |                  |   |  |             |             |             |  |  |       |       |       |  |
|  | Jushin Liger    | Jushin Liger    |                 |                 |   |                  |                  |                  |   |  |             |             |             |  |  |       |       |       |  |
|  | Negro Casas     |                 |                 |                 |   |                  |                  |                  |   |  |             |             |             |  |  |       |       |       |  |
|  |                 |                 |                 |                 |   |                  | Jushin Liger     | Jushin Liger     | W |  |             |             |             |  |  |       |       |       |  |
|  |                 |                 |                 |                 |   |                  |                  |                  | W |  |             |             |             |  |  |       |       |       |  |
|  |                 |                 | La Máscara      |                 |   |                  |                  |                  |   |  |             |             |             |  |  |       |       |       |  |
|  | El Valiente     |                 |                 |                 |   |                  |                  |                  |   |  |             |             |             |  |  |       |       |       |  |
|  |                 |                 |                 |                 |   |                  |                  |                  |   |  |             |             |             |  |  |       |       |       |  |
|  | Volador, Jr.    | Volador, Jr.    | W               |                 |   |                  |                  |                  |   |  |             |             |             |  |  |       |       |       |  |
|  | Volador, Jr.    | Volador, Jr.    | W               | Volador, Jr.    |   |                  |                  |                  |   |  |             |             |             |  |  |       |       |       |  |
|  |                 |                 |                 |                 |   |                  |                  |                  |   |  |             |             |             |  |  |       |       |       |  |
|  |                 |                 | La Máscara      | La Máscara      | W |                  |                  |                  |   |  |             |             |             |  |  |       |       |       |  |
|  | La Máscara      | La Máscara      | La Máscara      | La Máscara      | W | W                |                  |                  |   |  |             |             |             |  |  |       |       |       |  |
|  | La Máscara      | La Máscara      |                 |                 |   |                  |                  |                  |   |  |             |             |             |  |  |       |       |       |  |
|  | Mr. Águila      |                 |                 |                 |   |                  |                  |                  |   |  |             |             |             |  |  |       |       |       |  |
|  |                 |                 |                 |                 |   |                  |                  |                  |   |  |             |             |             |  |  |       |       |       |  |
|  |                 |                 |                 |                 |   |                  |                  |                  |   |  |             |             |             |  |  |       |       |       |  |